# رابرت ماتیبل
رابرت ماتیبل (انگلیسی: Robert Matiebel؛ زادهٔ ۲۵ نوامبر ۱۹۷۳) بازیکن فوتبال اهل آلمان است.
از باشگاه‌هایی که در آن بازی کرده‌است می‌توان به باشگاه فوتبال بوخوم اشاره کرد.